# MIPCOM
MIPCOM é um evento relacionado a conteúdo multimídia que acontece em Cannes, França, uma vez ao ano, normalmente em outubro. Dura, normalmente, cinco dias e fornece fórum e uma vitrine para empresas de cinema e televisão. É um dos cinco maiores eventos que acontecem em Cannes. Está diretamente ligado a outro evento na cidade, o congresso MIPTV, que é realizado no mesmo local no mês de abril.